# Salsa olandese
La salsa olandese (in olandese Hollandaisesaus; in francese sauce hollandaise) è un'emulsione di tuorlo d'uovo e burro chiarificato, aromatizzata normalmente con succo di limone, sale e pepe (bianco o di Caienna).
All'aspetto è gialla, liscia e cremosa.
L'olandese è, secondo l'alta cucina francese, una delle cinque salse madri.
La sua famiglia di derivate è composta dalle salse maionesi, cioè caratterizzate da un'emulsione di olio e tuorlo d'uovo.
È così chiamata perché si pensa sia un'imitazione di una salsa dei Paesi Bassi realizzata in occasione della visita del loro sovrano in Francia.
La salsa olandese è nota per essere uno degli ingredienti chiave delle uova alla Benedict e per essere spesso accompagnamento di verdure come asparagi al vapore.

## Origine

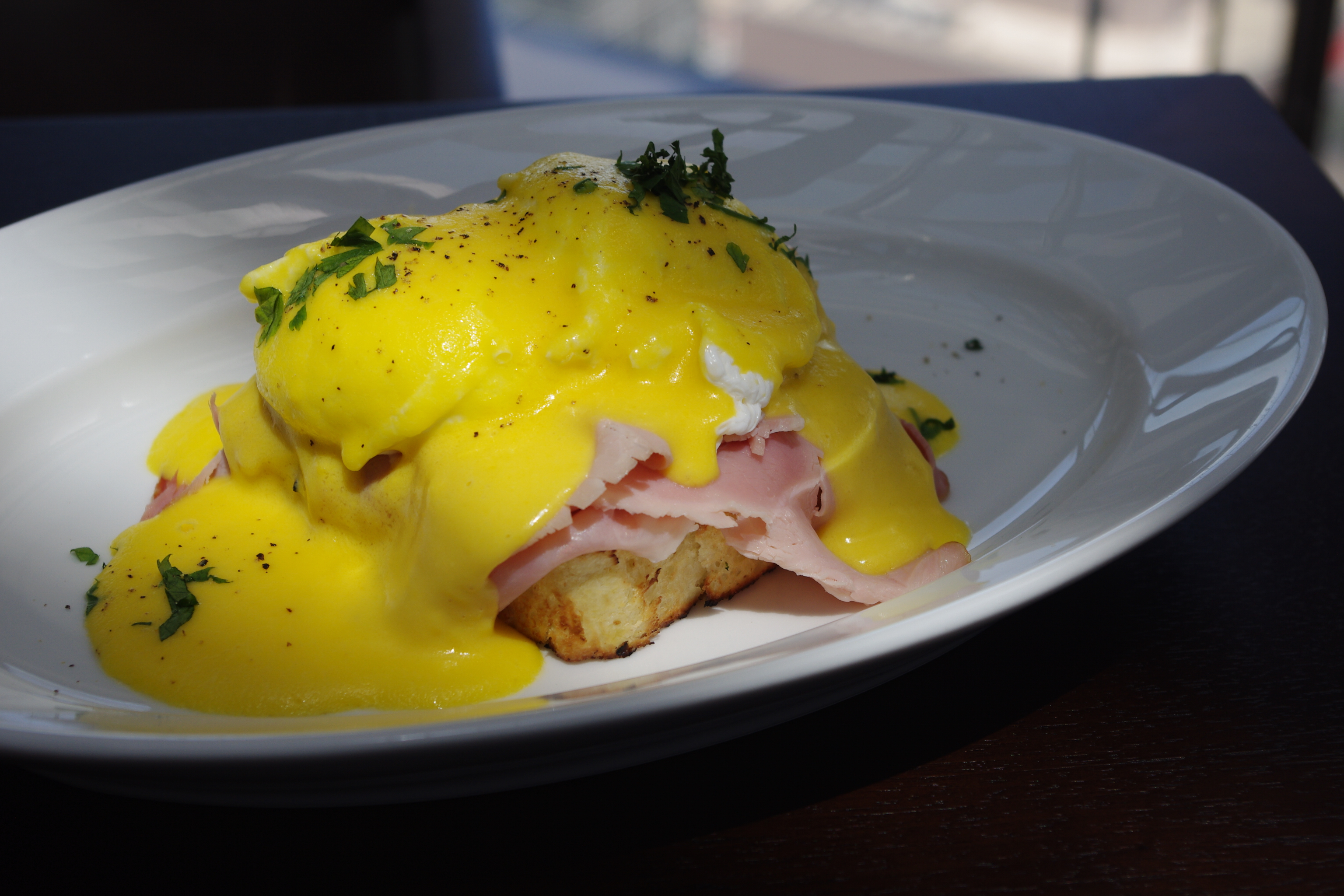
Uova alla Benedict con prosciutto canadese e salsa olandese

Vi è un dibattito a proposito di chi abbia sviluppato, in origine, la salsa olandese. Alcuni storici credono che sia stata inventata nei Paesi Bassi e in seguito portata in Francia dagli ugonotti. Nel 1651, François Pierre La Varenne descrive una salsa simile nel suo rivoluzionario libro di cucina Le Cuisinier François: 
(François Pierre La Varenne, Le Cuisinier François)
Alan Davidson annotò una sauce à la hollandoise da Les Dons de Comus (1758) di François Marin, ma siccome la ricetta prevedeva farina, brodo ed erbe e ometteva il tuorlo d'uovo, probabilmente non ha a che fare con la moderna olandese.
Comunque, Larousse Gastronomique afferma che "in tempi antichi il pesce à la hollandaise era servito con burro sciolto", suggerendo che il tuorlo d'uovo non facesse parte della composizione originale. Davidson inoltre cita Harold McGee (1990), il quale spiega che le uova non sono essenziali e che un'appropriata emulsione può essere creata anche solo con il burro. In ogni caso afferma che non ne servirebbe una grande quantità.
La salsa che utilizzava tuorli d'uovo e burro appare nel XIX secolo. Sebbene diverse fonti affermino che all'inizio era conosciuta come "salsa Isigny" (una cittadina in Normandia nota per la qualità del burro), Mrs Beeton's Book of Household Management di Isabella Beeton nella prima edizione (1861) ha ricette di una "salsa dei Paesi Bassi, per il pesce" e, nella pagina seguente, una sua variante: "salsa verde, o verde olandese". Le sue istruzioni per la olandese erano di "inserire tutti gli ingredienti, eccetto il succo di limone, in un tegame; accendere il fuoco e continuare a mescolare. Quando è abbastanza densa, toglierla dal fuoco poiché non deve bollire".

## Preparazione

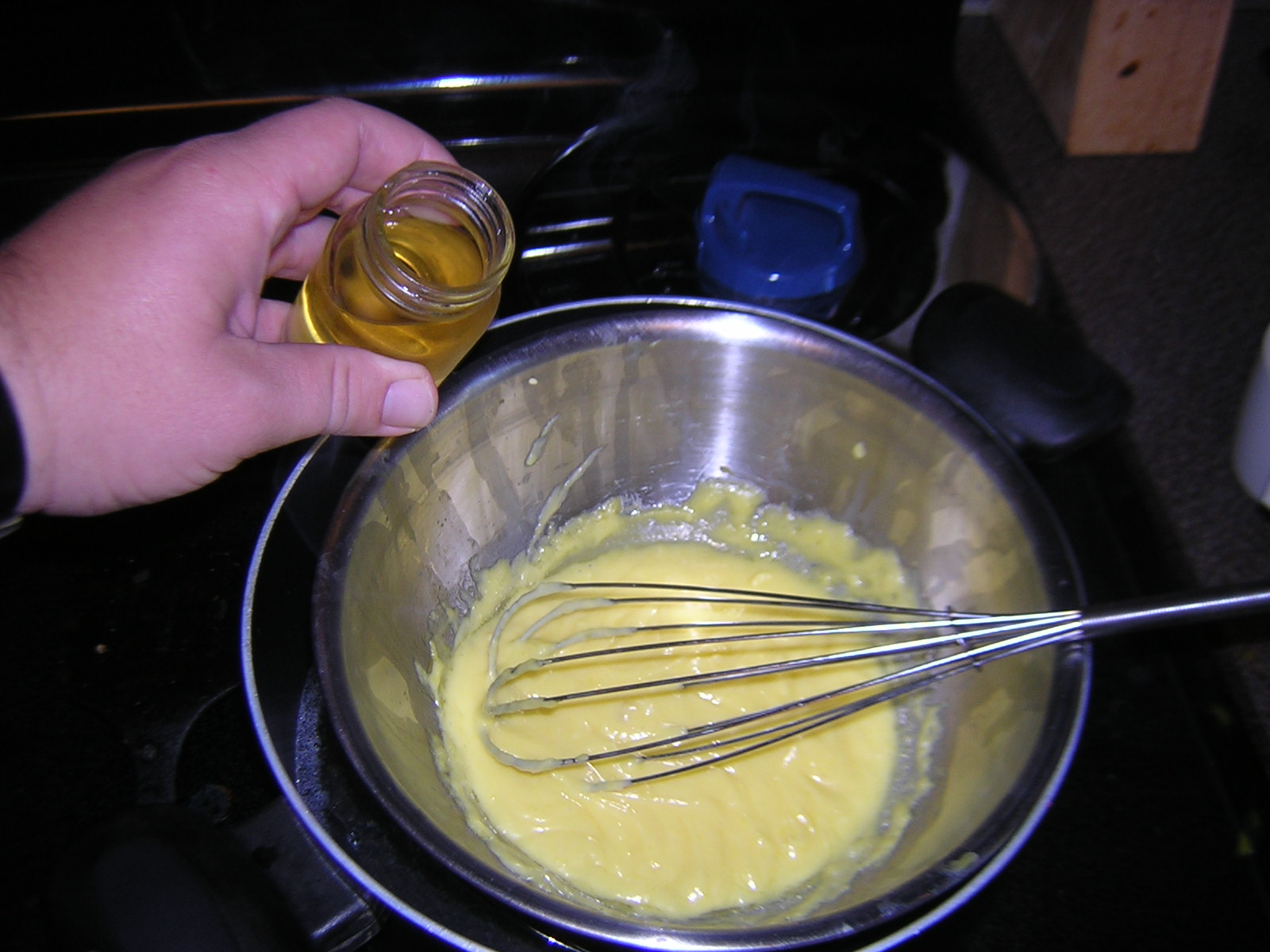
La salsa olandese preparata con una frusta da cucina

La preparazione della salsa olandese richiede abilità e pratica. Dovrebbe essere liscia e cremosa senza separarsi in alcun modo. Il sapore deve essere ricco e burroso con l'aggiunta di eventuali aromi. È servita tiepida, ma non calda. Vi sono diversi modi di prepararla, ma in ogni caso è richiesto un costante mescolamento, di solito con la frusta da cucina.
Una serie di metodi si basano sull'acidificazione dei tuorli d'uovo per formare un'emulsione. Il noto cuoco Escoffier utilizzava una riduzione di vino e acqua. Altri, come Carême e Julia Child,adoperavano il succo di limone o sherry. I tuorli acidificati vanno mescolati dolcemente con la frusta a bagnomaria finché non si addensano e brillano. L'emulsione si forma poi aggiungendo e incorporando del burro liquido nel composto.
Alton Brown espone un metodo radicalmente diverso. I tuorli, non acidificati, vengono cotti come da metodo precedente. In seguito, tolta la pentola dal fuoco, si aggiungono cubetti di burro freddi, pochi alla volta, mescolando il tutto. L'emulsione si forma con lo scioglimento dei cubetti e la pentola viene rimessa sul fuoco quando si raffredda e i cubetti non si sciolgono più. Infine si aggiunge limone. Il metodo si differenzia da quello tradizionale, ma permette di evitare che la salsa si riscaldi eccessivamente.
Un'altra serie di metodi utilizza il miscelatore. Vengono inseriti i tuorli e in seguito il burro liquido a una temperatura più alta rispetto ai metodi precedenti, sicché il calore cuoce i tuorli. Questi metodi sono più veloci, ma il controllo della temperatura è molto complicato. Inoltre i risultati sono in genere considerati inferiori a quelli dei metodi a bagnomaria.
Joy of Cooking descrive una preparazione molto innovativa rispetto alle altre, che utilizza uova intere il cui mix viene aggiunto lentamente al burro liquido mentre si scalda. Include varianti che incorporano panna acida e paprica, oppure panna e noce moscata.
Da notare che in tutti i metodi il controllo della temperatura è fondamentale. Troppo calore (82 °C) fa impazzire i tuorli o rompe l'emulsione. Una temperatura troppo bassa non permette la realizzazione di un'emulsione oppure la solidifica. Alla fine la salsa dovrebbe avere circa la temperatura corporea e "tenere" per diverse ore. Sono riportati casi in cui viene congelata, ma è una pratica poco utilizzata.

## Derivati

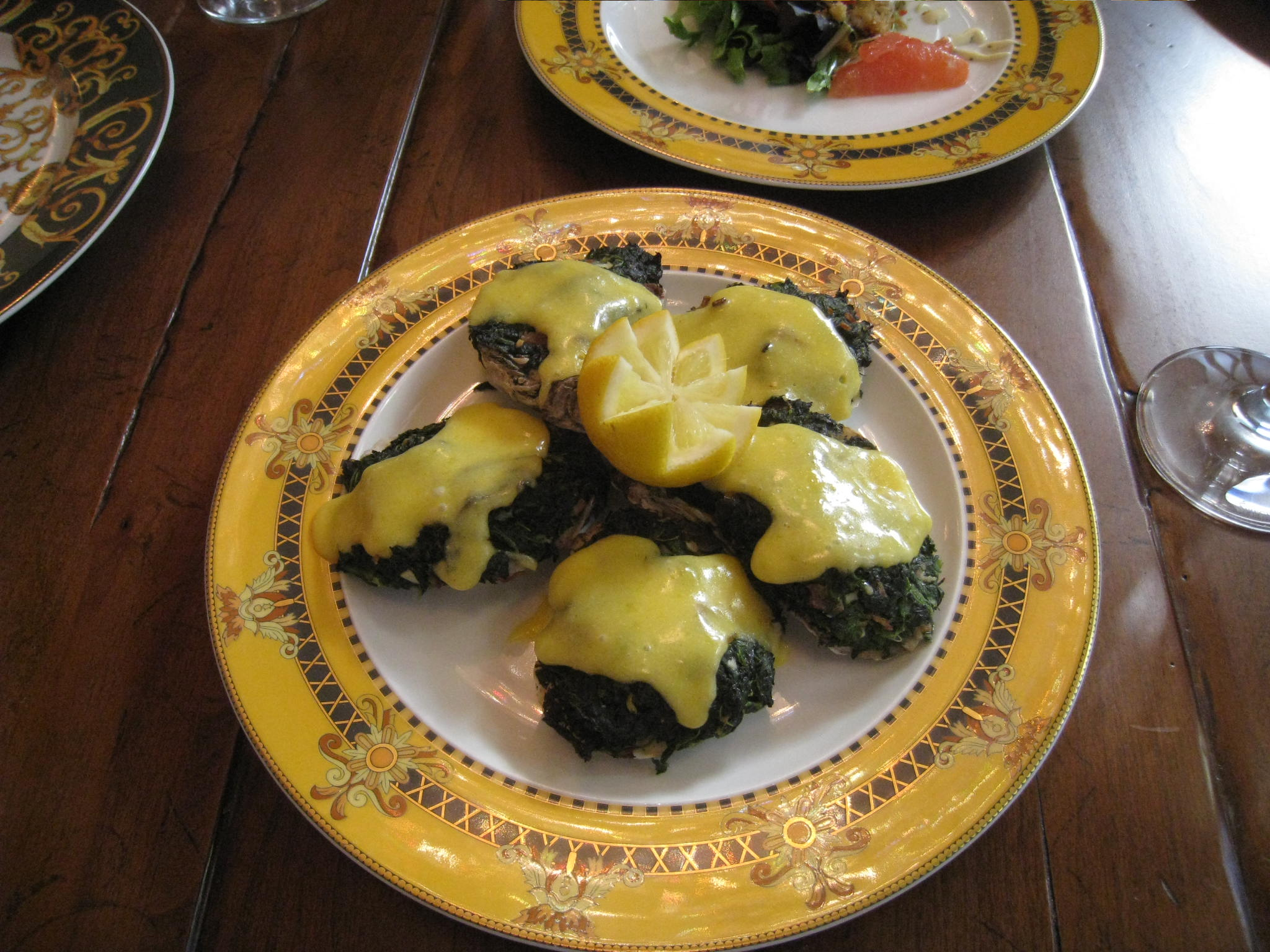
Ostriche Rockfeller alla salsa olandese

Essendo una salsa madre, la salsa olandese è la base di molte derivate create aggiungendo o cambiando ingredienti. Alcuni esempi sono:
- La salsa bernese. Può essere prodotta sostituendo l'agente acidificante con una riduzione di aceto, scalogno, cerfoglio fresco, dragoncello fresco ed eventualmente grani di pepe macinati.[13][14][15] La bernese e le ulteriori derivazioni sono spesso utilizzate per bistecche o altri alimenti grigliati dai forti sapori. Le varianti sono:
  - La salsa choron, senza dragoncello e cerfoglio, con l'aggiunta di purea di pomodoro.[15][16]
  - La salsa foyot (o valois), con l'aggiunta di macinato.[15][17]
  - La salsa colbert è come la foyot con l'aggiunta di vino bianco ridotto.[18]
  - La salsa café de Paris, con l'aggiunta di curry in polvere.
  - La salsa paloise, con menta al posto del dragoncello.[19]
- La salsa au vin blanc (per il pesce) è realizzata aggiungendo una riduzione di vino bianco e brodo di pesce.[20]
- La salsa bavarese vede l'aggiunta di crema, rafano e timo.[21]
- La salsa crème fleurette ha l'aggiunta di crème fraîche.
- La salsa dijon, nota anche come moutarde o girondine, comprende la senape di Digione.
- La salsa maltese è realizzata con scorza di arancia e succo di arancia rossa.[15][22]
- La salsa mousseline, nota anche come chantilly, è addizionata con panna montata.[15][23]
  - La salsa divine si realizza aggiungendo nella panna dello sherry ridotto.
  - La salsa mousseline di Madame Benoît prevede albumi d'uovo montati al posto della panna.
- La salsa noisette è fatta con il burro noisette, di colorazione marrone.[24]